# Clematis patens 'Bees' Jubilee'
Cultivar
Clematis patens 'Bees' Jubilee' est un cultivar de clématite obtenu en 1958 par Bees Ltd Nurseries en Angleterre.
'Bees' Jubilee' a été nommée pour fêter les 25 ans de la pépinière.

## Description
Cette clématite fait partie du groupe 2, ce qui implique une floraison printanière et automnale sur le bois de l'année.

### Feuilles
Les feuilles caduques de cette clématite sont parfois simple, parfois alternes.

### Fleurs
La clématite patens 'Bees' Jubilee' dispose d'une fleur moyenne blanc rosé avec une médiane plus foncée. La fleur a un diamètre d'environ 15 cm et est hermaphrodites.

#### Sépales
Les sépales de la clématite 'Bees' Jubilee' mesurent entre 7 et 10 cm, largement elliptiques, qui se chevauchent et disposent d'un bord ondulé. La pointe est courbée vers le bas.

#### Étamines et stigmates
'Bees' Jubilee' possèdent des étamines blanches et des stigmates blancs également.

#### Parfum
Cette clématite n'a pas de parfum.

## Distribution
En France, la clématite 'Bees' Jubilee' est distribué plusieurs producteurs français de clématites.

## Protection
'Bees' Jubilee' ne dispose pas de protection variétale.

## Culture

### Plantation
La clématite 'Bees' Jubilee' s'épanouit très bien en pot ou en pleine terre. Elle doit être plantée dans un mélange drainant et fertile. Ce cultivar est particulièrement adapté au sol lourd.

### Croissance
À taille adulte cette clématite s'élance entre 2 et 3 mètres.

### Floraison
'Bees' Jubilee' fleurit deux fois par an sur le bois de l'année; au printemps elle dispose d'une floraison entre juin et juillet. À l'automne la floraison est entre août et septembre. Elle fait partie du groupe 2

### Taille
La clématite 'Bees' Jubilee' a besoin d'une taille annuelle, souvent au mois de mars mais à toute période de repos végétatif. Elle demande une taille sévère, c'est-à-dire une taille à 30 cm sur un tiers des banches.

### Résistance
Cette clématite résiste à des températures jusqu'à moins 20 degrés Celsius.

### Maladies et ravageurs
La clématite 'Bees' Jubilee' est sensible à l'excès d'eau ce qui pourrait provoquer une pourriture du collet de la plante et ainsi la mort de la clématite. Elle peut également souffrir d'apoplexie due à un champignon appelé Ascochyta clematidina, provoquant un flétrissement brutal des feuilles. Pour combattre ce champignon la terre doit être remplacée sur 20 cm et l'excès d'eau doit être proscrit.
Les limaces peuvent également s'attaquer à cette clématite et notamment aux jeunes pousses du printemps.

## Récompense
La clématite 'Bees' Jubilee' a obtenu le RHS Award of garden merit décerné par la Royal Horticultural Society en Angleterre.